# 九柱神
九柱神（希臘語：Ἐννεάς，拉丁化：Ennead，「九」的意思）是在太阳神的崇拜中心赫里奥波里斯（Heliopolis）受到崇拜的九位神祇，是埃及神话中九位最重要的神祇。

## 一览
- 拉（Ra），太阳神，埃及神话中的最高神；
- 泰芙努特（Tefnut），雨神，拉的女儿，盖布和努特的母親；
- 舒（Shu），风神，拉的儿子，泰芙努特的丈夫；
- 努特（Nut），天空女神，生下欧西里斯、赛特、艾(伊)西斯、奈芙蒂斯；
- 盖布（Geb），大地之神，努特的丈夫；
- 伊西斯（Isis），死者的守护神，也是生育之神；
- 欧西里斯（Osiris），冥王，也是农业之神，伊西斯的丈夫；
- 奈芙蒂斯（Nephthys），死者的守护神。
- 赛特（Seth），干旱之神，风暴之神，奈芙蒂斯的丈夫。

在一些版本中。也有被亞圖姆、托特、荷鲁斯、阿蒙等神祇替换的情况。

## 另请参见
- 埃及神祇列表